# Rurey
Rurey est une commune française située dans le département du Doubs, la région culturelle et historique de Franche-Comté et la région administrative Bourgogne-Franche-Comté.

## Géographie

### Toponymie
Borrey en 1124 ; Rore en 1130 ; Royre en 1196 ; de Rureio en 1268 ; Rurey en 1316 ; Ruerey au XVIe siècle.

### Communes limitrophes
Grâce aux recherches des spéléos du club de Montrond-le-Château il est prouvé que le village est accolé à une longue faille géologique nord-est - sud-ouest du faisceau Salinois qui a créé par son rejeu important une ligne de sources issues d'un étage marneux surplombant le village sur la butte témoin de La cote d'où les ruisseaux... Étagée de 300 mètres (Loue) à 500 mètres (sur la cote) la commune présente presque toutes les formes classiques du relief karstique avec notamment les falaises sur la Loue, les résurgences (La Froiière) les gouffres, les grottes. Une incertitude de taille demeure : le front glaciaire s'est-il étendu jusque sur la côte ? Les spéléos ont observé l'absence de colmatage à l'est de la faille ce qui autoriserait l'hypothèse d'un front glaciaire sur Rurey. Rurey est au cœur de la vaste zone Natura 2000 « Loue-Lison » créée pour la protection d'espèces rares (grand-duc, faucon pèlerin, pie écorcheuse, écrevisse à patte blanche, apron, etc.).

### Climat
Pour des articles plus généraux, voir Climat de la Bourgogne-Franche-Comté et Climat du Doubs.
En 2010, le climat de la commune est de type climat de montagne, selon une étude du Centre national de la recherche scientifique s'appuyant sur une série de données couvrant la période 1971-2000. En 2020, Météo-France publie une typologie des climats de la France métropolitaine dans laquelle la commune est exposée à un climat semi-continental et est dans la région climatique  Jura, caractérisée par une forte pluviométrie en toutes saisons (1 000 à 1 500 mm/an), des hivers rigoureux et un ensoleillement médiocre. 
Pour la période 1971-2000, la température annuelle moyenne est de 9,8 °C, avec une amplitude thermique annuelle de 16,8 °C. Le cumul annuel moyen de précipitations est de 1 326 mm, avec 13,9 jours de précipitations en janvier et 9,9 jours en juillet. Pour la période 1991-2020, la température moyenne annuelle observée sur la station météorologique de Météo-France la plus proche, « Coulans », sur la commune d'Éternoz à 10 km à vol d'oiseau, est de 10,5 °C et le cumul annuel moyen de précipitations est de 1 259,2 mm. 
La température maximale relevée sur cette station est de 38,7 °C, atteinte le 24 août 2023 ; la température minimale est de −18,9 °C, atteinte le 20 décembre 2009,,. 
Les paramètres climatiques de la commune ont été estimés pour le milieu du siècle (2041-2070) selon différents scénarios d'émission de gaz à effet de serre à partir des nouvelles projections climatiques de référence DRIAS-2020. Ils sont consultables sur un site dédié publié par Météo-France en novembre 2022.

## Urbanisme

### Typologie
Au 1er janvier 2024, Rurey est catégorisée commune rurale à habitat dispersé, selon la nouvelle grille communale de densité à 7 niveaux définie par l'Insee en 2022.
Elle est située hors unité urbaine. Par ailleurs la commune fait partie de l'aire d'attraction de Besançon, dont elle est une commune de la couronne,. Cette aire, qui regroupe 310 communes, est catégorisée dans les aires de 200 000 à moins de 700 000 habitants,.

### Occupation des sols
L'occupation des sols de la commune, telle qu'elle ressort de la base de données européenne d’occupation biophysique des sols Corine Land Cover (CLC), est marquée par l'importance des forêts et milieux semi-naturels (57,1 % en 2018), une proportion sensiblement équivalente à celle de 1990 (56,8 %). La répartition détaillée en 2018 est la suivante : forêts (57,1 %), zones agricoles hétérogènes (26,9 %), prairies (14,3 %), zones urbanisées (1,7 %). L'évolution de l’occupation des sols de la commune et de ses infrastructures peut être observée sur les différentes représentations cartographiques du territoire : la carte de Cassini (XVIIIe siècle), la carte d'état-major (1820-1866) et les cartes ou photos aériennes de l'IGN pour la période actuelle (1950 à aujourd'hui).

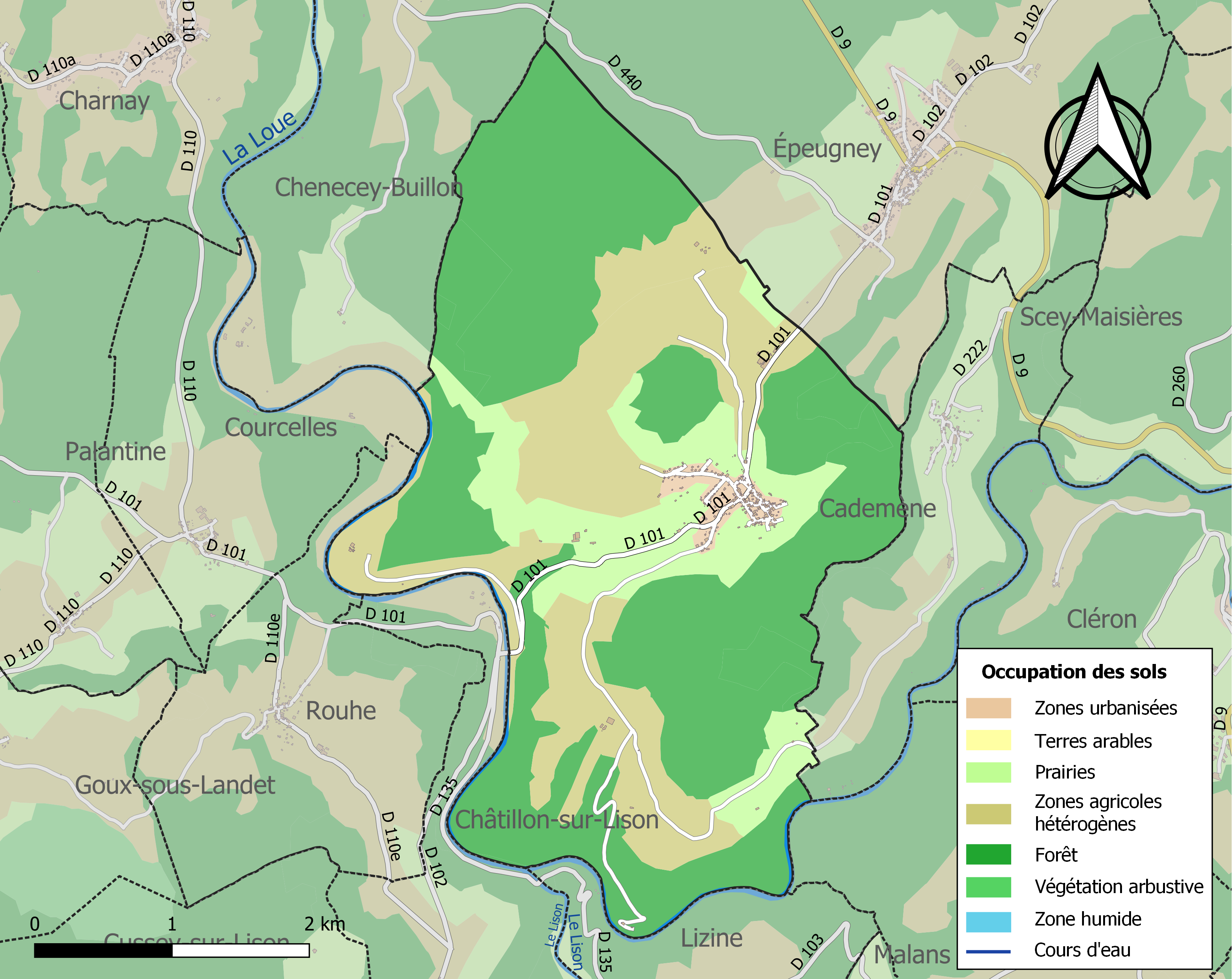
Carte des infrastructures et de l'occupation des sols de la commune en 2018 (CLC).

## Histoire
La grotte de la Piquette a été fouillée dans les années 1970 par l'université de Besançon. Elle met en évidence la présence de Néanderthal puis vers -10 000 celle des chasseurs de chevaux. Reno re iacum nom gaulois signifiant les nombreux ruisseaux remarquables en effet sur un plateau karstique ; ils ont permis l'installation de plusieurs petits moulins (huile, textile) encore présents au XIXe siècle. Village au plan remarquable dit en kraal (enclos central pour le bétail ainsi protégé) avec les habitations qui l'entourent une façade vers l'enclos (bétail) l'autre vers la rue (habitants) et murs mitoyens communs. Trois ruisseaux traversent les trois enclos encore observables au plan terrier de 1830 disponible en mairie. Ces kraals ont disparu ou presque (allotissement entre riverains, percement de rues et ruelles pour les carrioles allant à la fromagerie). Cette forte organisation sociale accompagne la présence de la première fructerie historiquement prouvée (Cartulaire des sieurs de Chalons) en 1240 (Fruitière de Rurey fermée en 1996) ce qui prouverait que l'organisation sociale forte a permis la production collective du fromage de Comté. Paroisse fondée en 1448 sur un habitat de la mouvance de l'abbaye de Buillon. Probablement évangélisés très tard par les Irlandais de Luxeuil celtisants (Colomban, Eustase, Anatoile) puis par les abbayes relais de Salins, Buillon les habitants de Rurey sont repris en main à la fois par la noblesse et l'archevêque (procès gagné à Rome contre le curé pour une affaire de dîme en 1448). Les Rurey sont réputés orgueilleux, querelleurs, au point d'avoir été surnommés « les fous de Rurey ». En somme ils sont restés Gaulois. À signaler une villa gallo-romaine du IIe siècle présente sous labours et non fouillée à ce jour.

## Politique et administration
| Période   | Période  | Identité         | Étiquette | Qualité  |
| --------- | -------- | ---------------- | --------- | -------- |
| mars 1983 | 1995     | Jean Grammont    |           |          |
| mars 1995 | 2001     | Jocelyne Durant  |           |          |
| mars 2001 | 2008     | Jean Grammont    |           |          |
| mars 2008 | mai 2020 | Maurice Demesmay | DVD       | Retraité |
| mai 2020  | En cours | Allain Monnier   |           |          |

## Démographie
L'évolution du nombre d'habitants est connue à travers les recensements de la population effectués dans la commune depuis 1793. Pour les communes de moins de 10 000 habitants, une enquête de recensement portant sur toute la population est réalisée tous les cinq ans, les populations de référence des années intermédiaires étant quant à elles estimées par interpolation ou extrapolation. Pour la commune, le premier recensement exhaustif entrant dans le cadre du nouveau dispositif a été réalisé en 2004.

En 2022, la commune comptait 359 habitants, en évolution de +6,85 % par rapport à 2016 (Doubs : +1,88 %, France hors Mayotte : +2,11 %).
| 1793 | 1800 | 1806 | 1821 | 1831 | 1836 | 1841 | 1846 | 1851 |
| ---- | ---- | ---- | ---- | ---- | ---- | ---- | ---- | ---- |
| 514  | 514  | 498  | 534  | 550  | 527  | 532  | 540  | 516  |

| 1856 | 1861 | 1866 | 1872 | 1876 | 1881 | 1886 | 1891 | 1896 |
| ---- | ---- | ---- | ---- | ---- | ---- | ---- | ---- | ---- |
| 510  | 518  | 514  | 413  | 427  | 444  | 371  | 384  | 375  |

| 1901 | 1906 | 1911 | 1921 | 1926 | 1931 | 1936 | 1946 | 1954 |
| ---- | ---- | ---- | ---- | ---- | ---- | ---- | ---- | ---- |
| 326  | 344  | 338  | 310  | 291  | 288  | 260  | 243  | 210  |

| 1962 | 1968 | 1975 | 1982 | 1990 | 1999 | 2004 | 2006 | 2009 |
| ---- | ---- | ---- | ---- | ---- | ---- | ---- | ---- | ---- |
| 199  | 183  | 154  | 189  | 227  | 282  | 303  | 313  | 322  |

| 2014 | 2019 | 2022 | - | - | - | - | - | - |
| ---- | ---- | ---- | - | - | - | - | - | - |
| 331  | 348  | 359  | - | - | - | - | - | - |

## Lieux et monuments
- Église-halle romane de la Nativité de Saint-Jean-Baptiste construite à la place d'une chapelle en 1713 et reconstruite en 1721[1].
- Trois fontaines dont une circulaire du XIXe siècle une demi-circulaire (aussi du XIXe siècle), une néoclassique.
- Des vestiges de la villa romaine sont exposés en mairie dont une anse d'amphore fabriquée en Bétique au IIe siècle et venue par bateau (80 litres d'huile pour un poids de 100 kg).

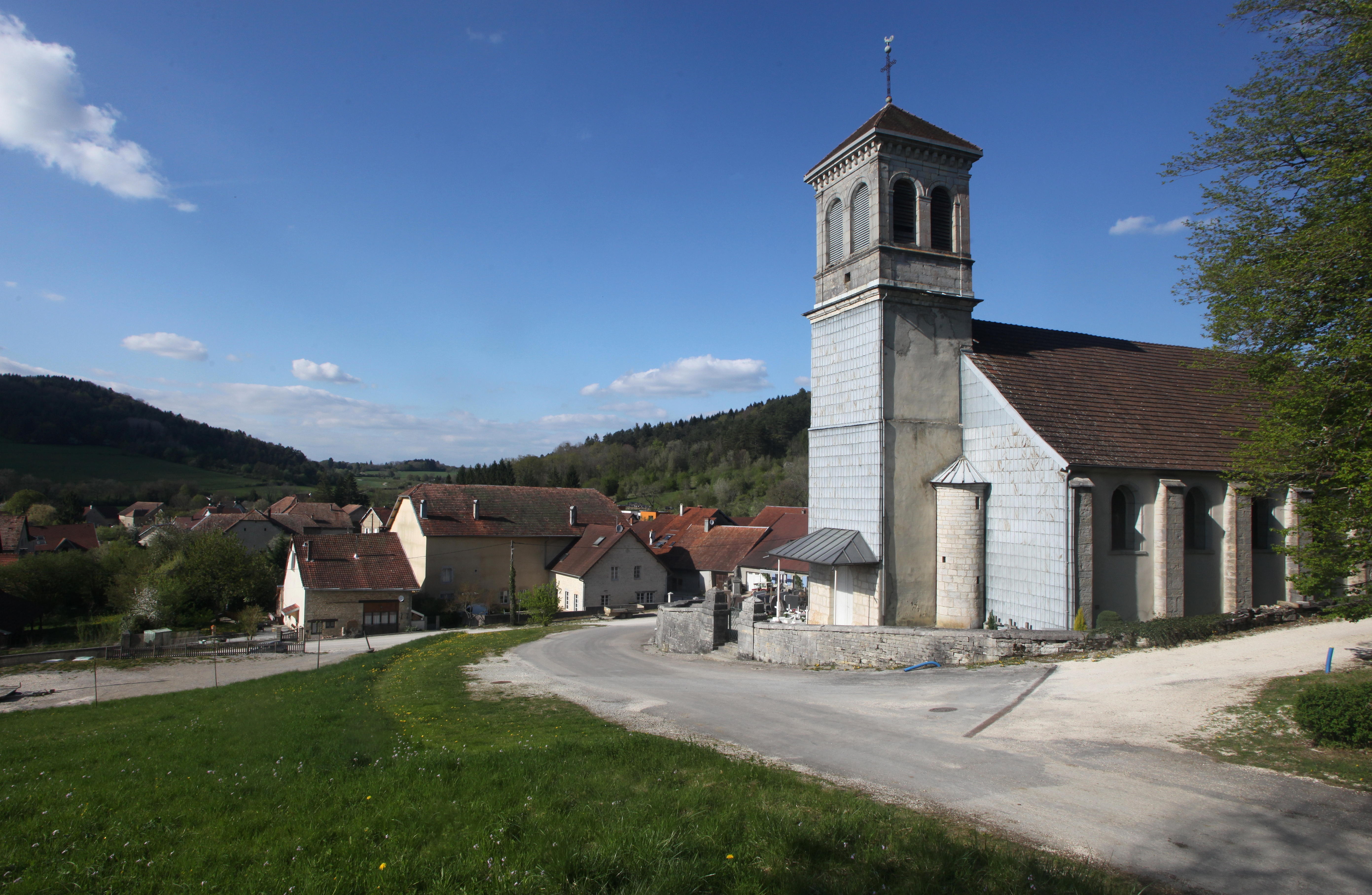
Église.
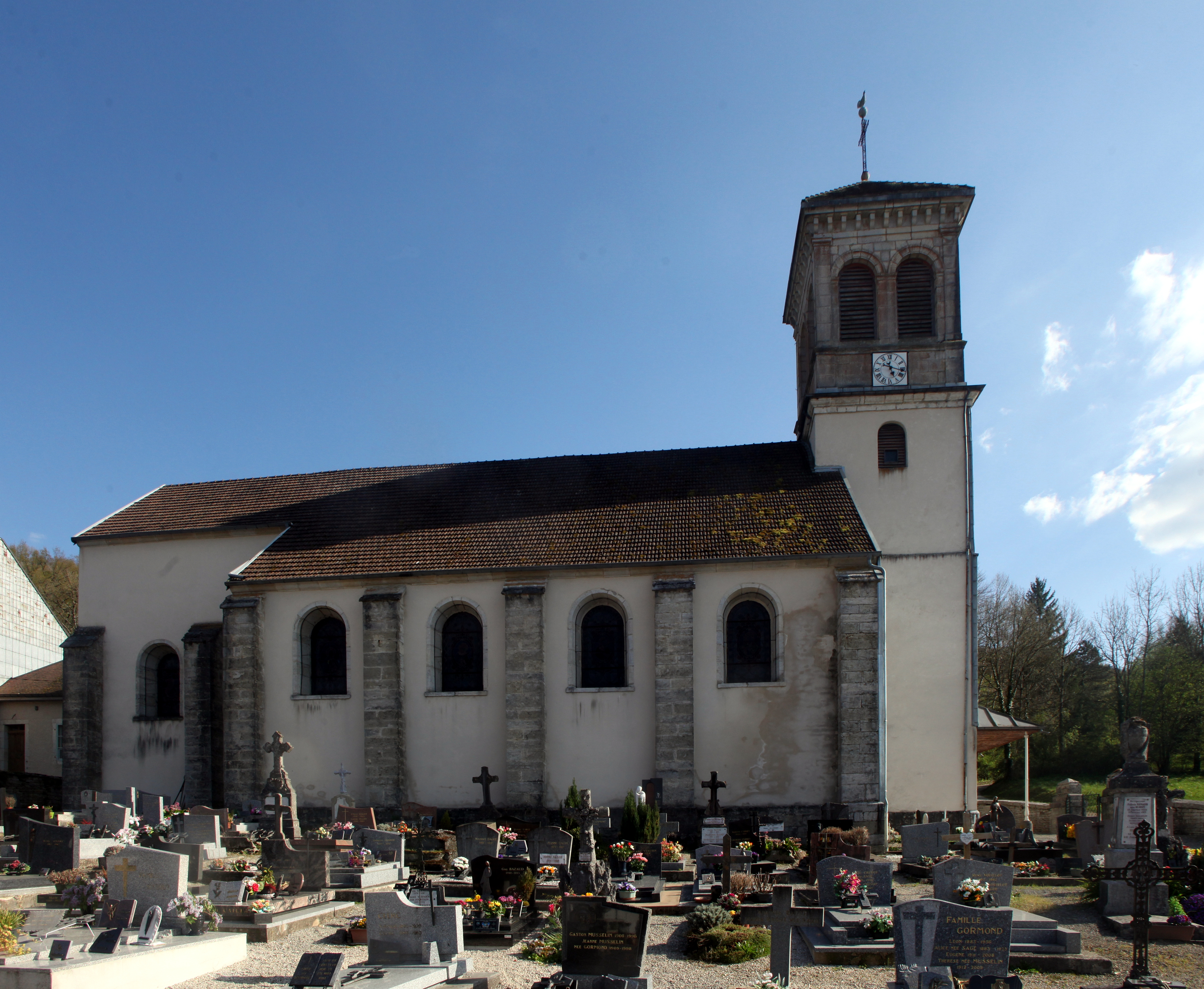
Église.
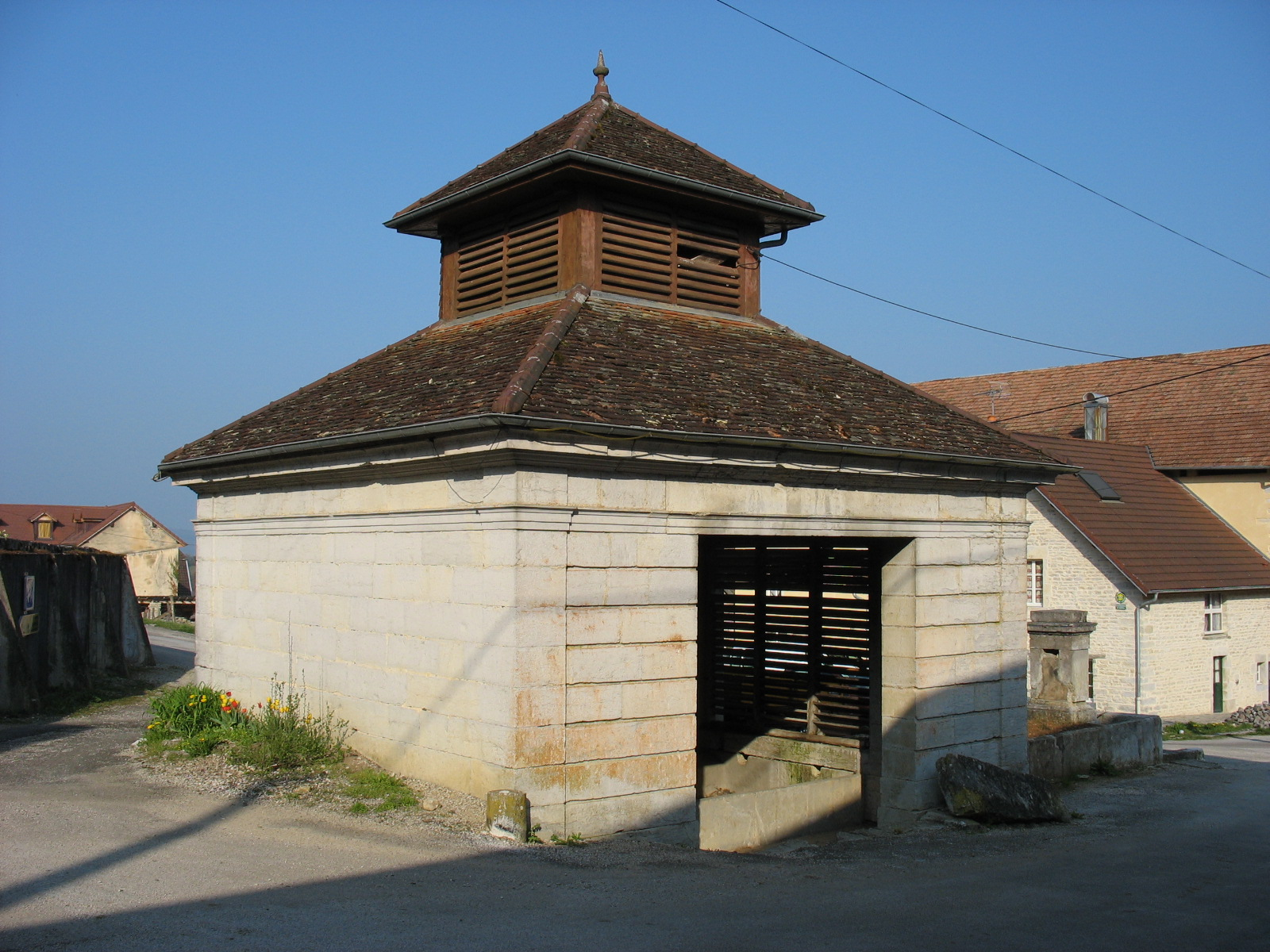
Lavoir néoclassique.
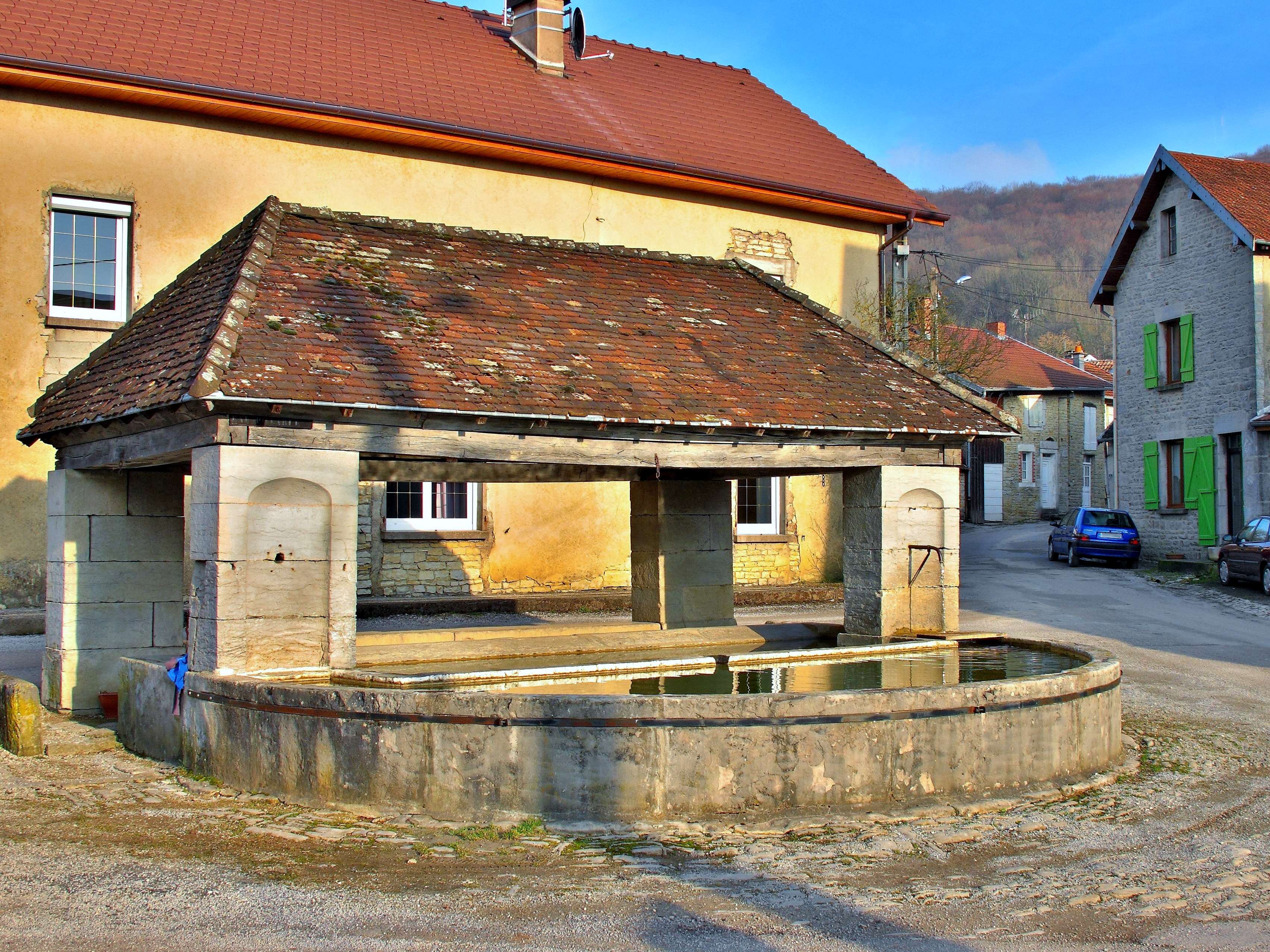
Lavoir-abreuvoir semi-circulaire.

- Sentier botanique qui permet de découvrir les arbres, arbustes, pelouses marneuses et plantes caractéristiques de notre région et donne accès à un belvédère qui domine la vallée de la Loue vers Cléron.
- 7 km de falaises sur la Loue dont une petite portion réservée à l'escalade[21] avec 90 lignes sur un beau calcaire multicolore en bordure de la Loue[22].
- Cascades et marmites de géant sur le ruisseau du Bief de Vaux.

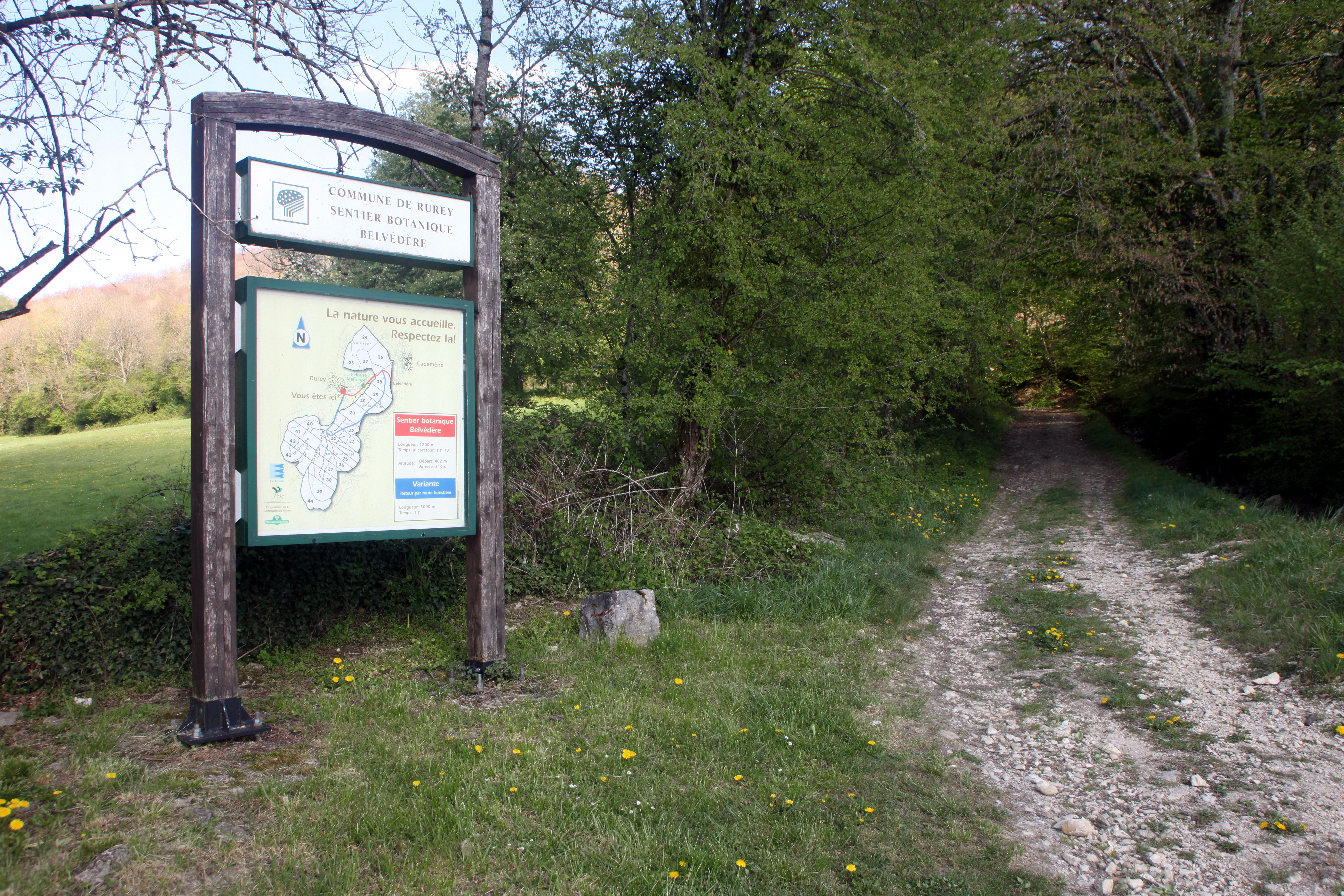
Sentier botanique.
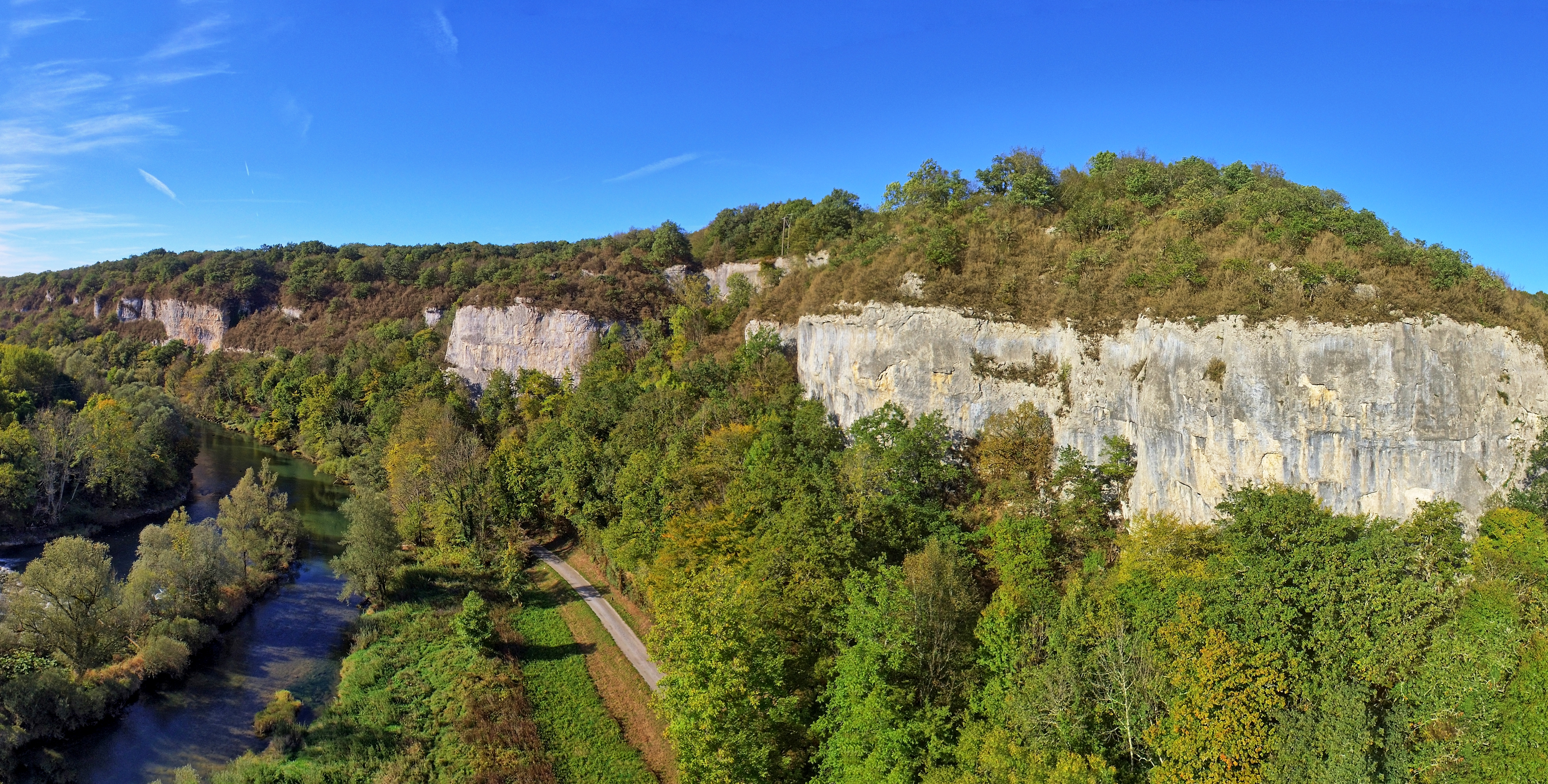
Les falaises d'escalade au bord de la Loue.
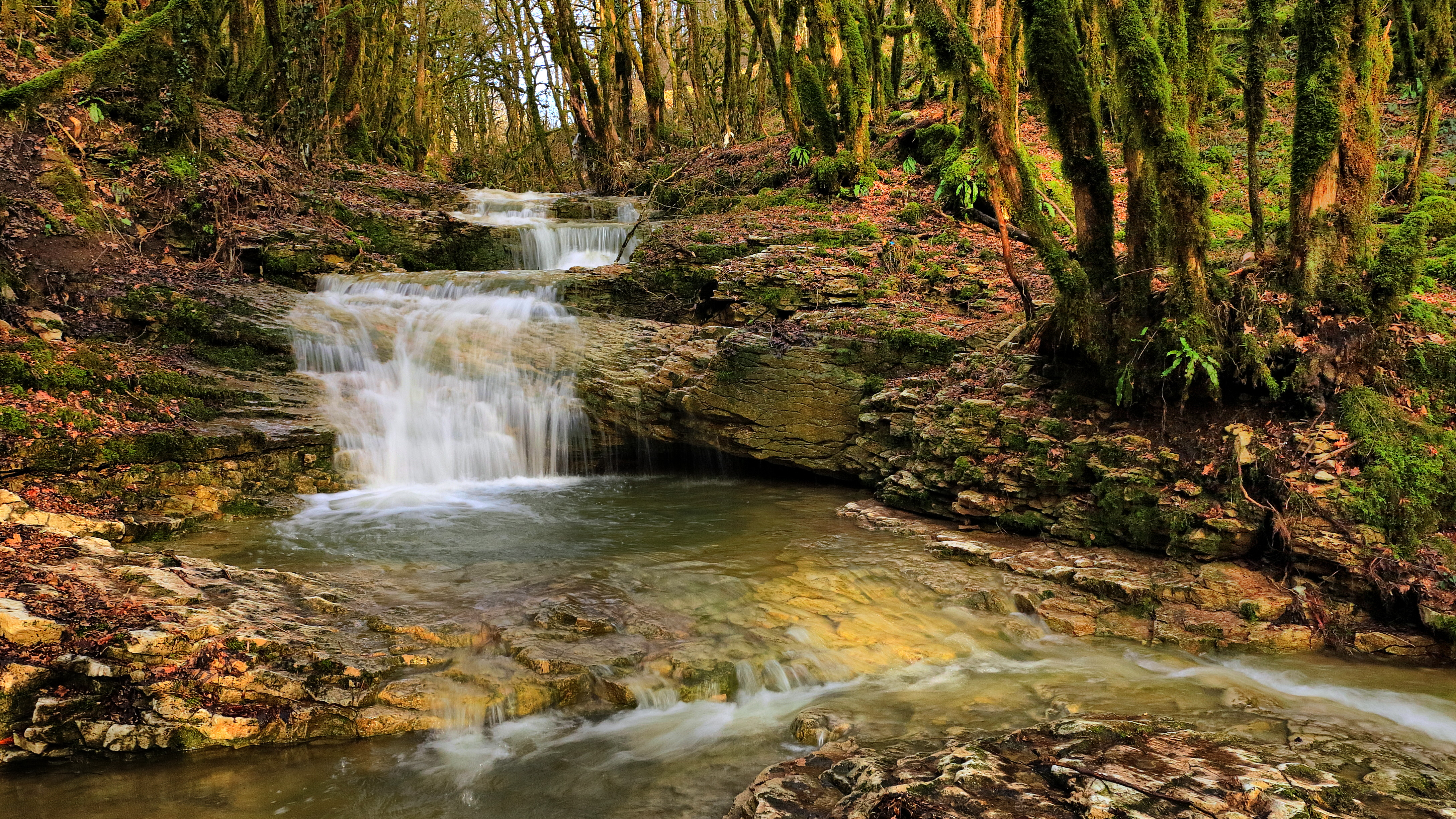
Cascades et marmite sur le Bief de Vaux.

- Un oratoire champêtre,
- Un site remarquable constitué d'une tour calcaire détachée de la falaise et appelée Le saut de la Pucelle. Un mythe chrétien fréquent en France y localise le suicide d'une fille de Rurey poursuivie par les soudards du prince de Saxe-Weimar durant la terrible guerre de Dix Ans lorsque la Comté espagnole se défendait contre tous ses envahisseurs, dont les Français.
- 650 hectares de forêts, 450 hectares du territoire au Réseau Natura 2000. Une grotte préhistorique. Une passe à poissons.

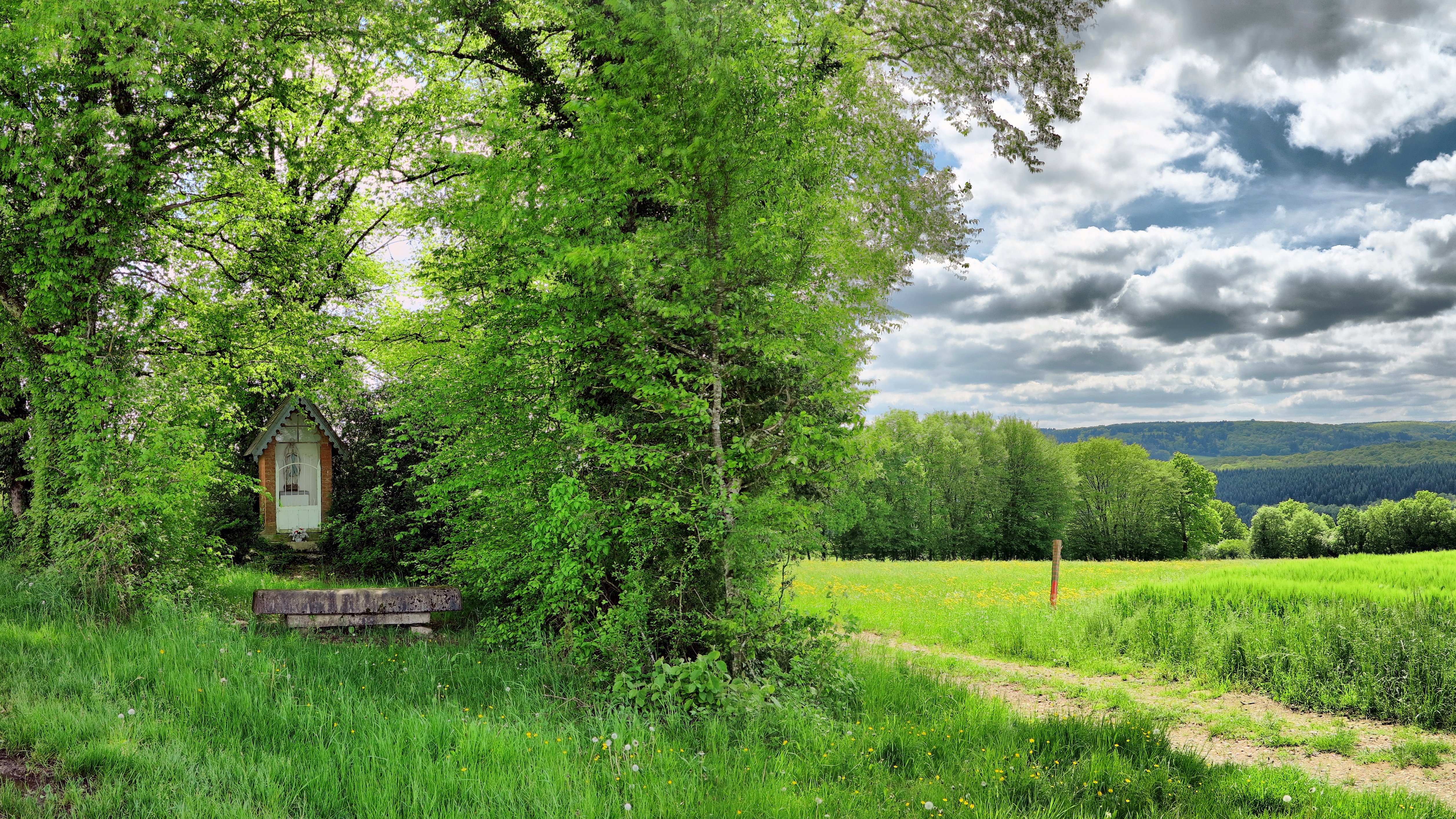
Oratoire champêtre.
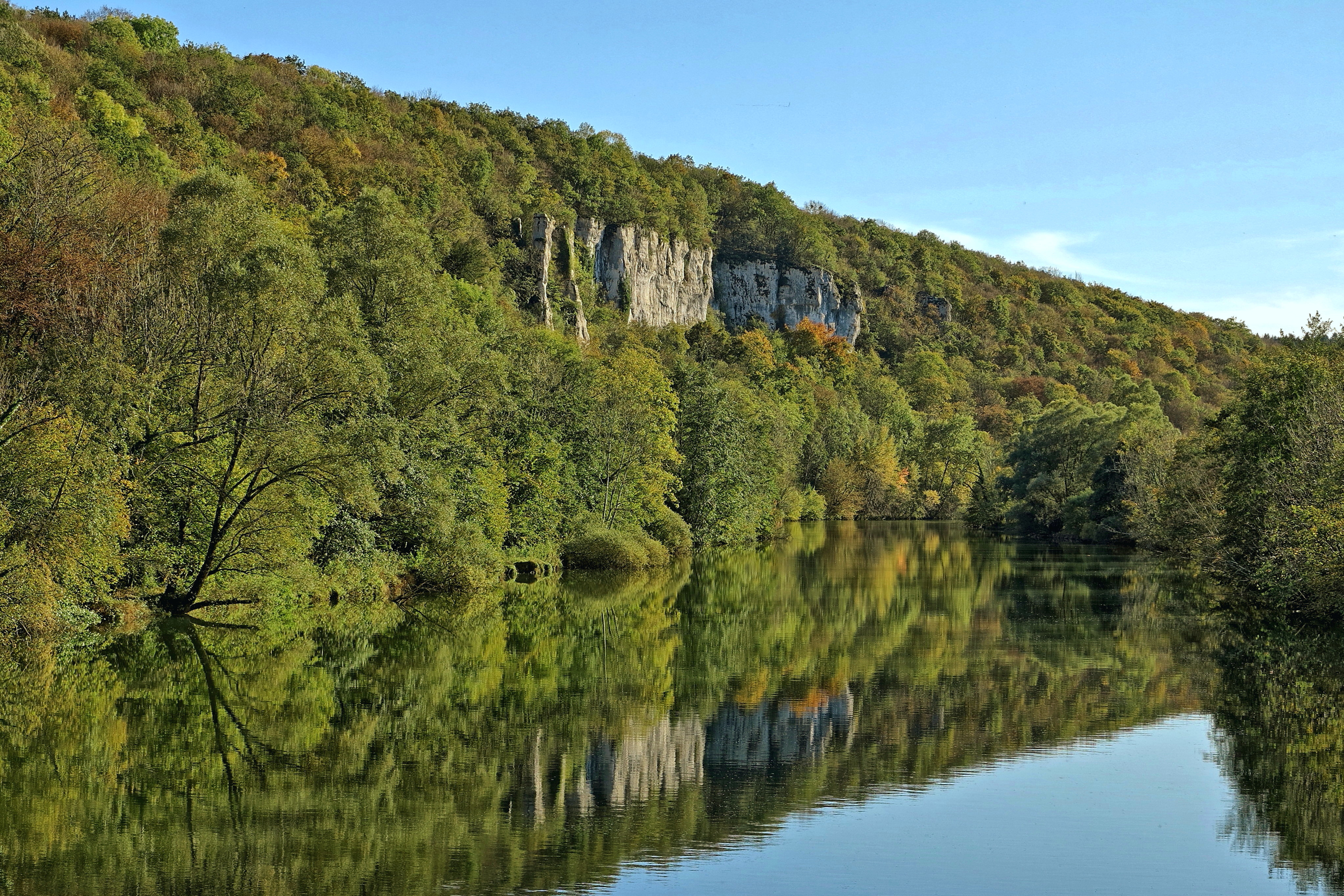
Le saut de la Pucelle.
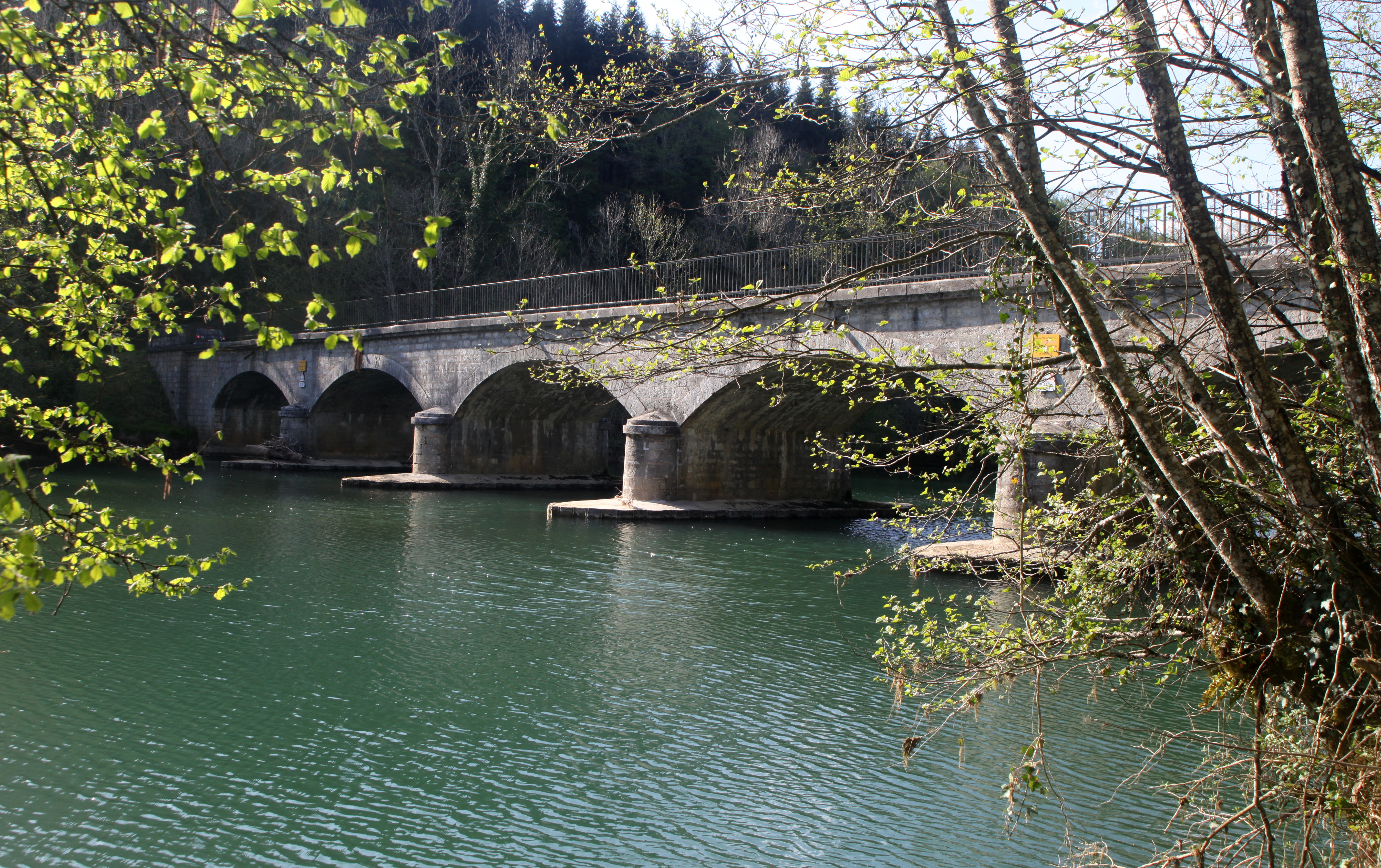
Pont sur la Loue.
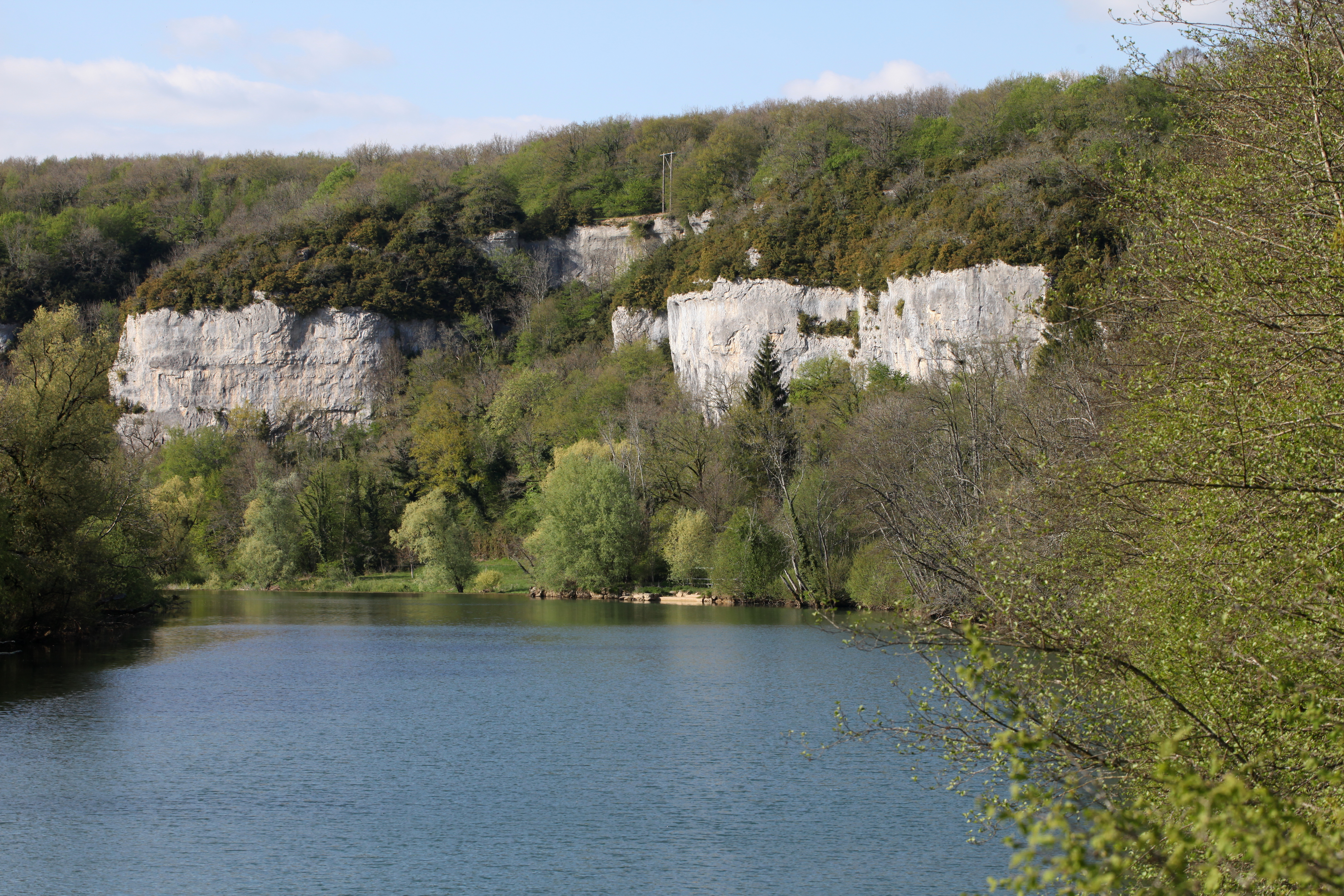
La Loue à Rurey.

- Belvédères sur la Loue.

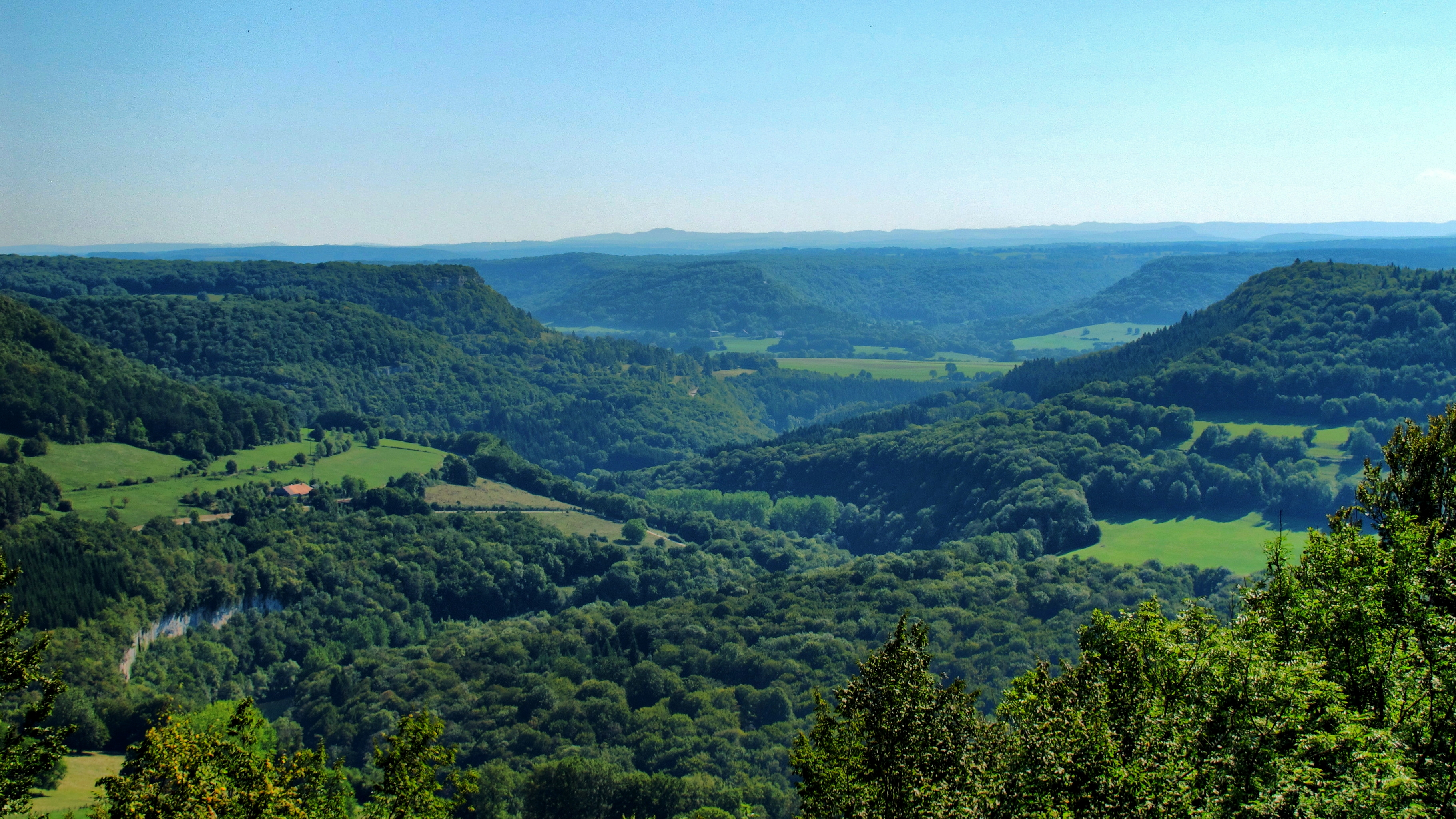
La vallée de la Loue depuis le belvédère du sentier botanique.
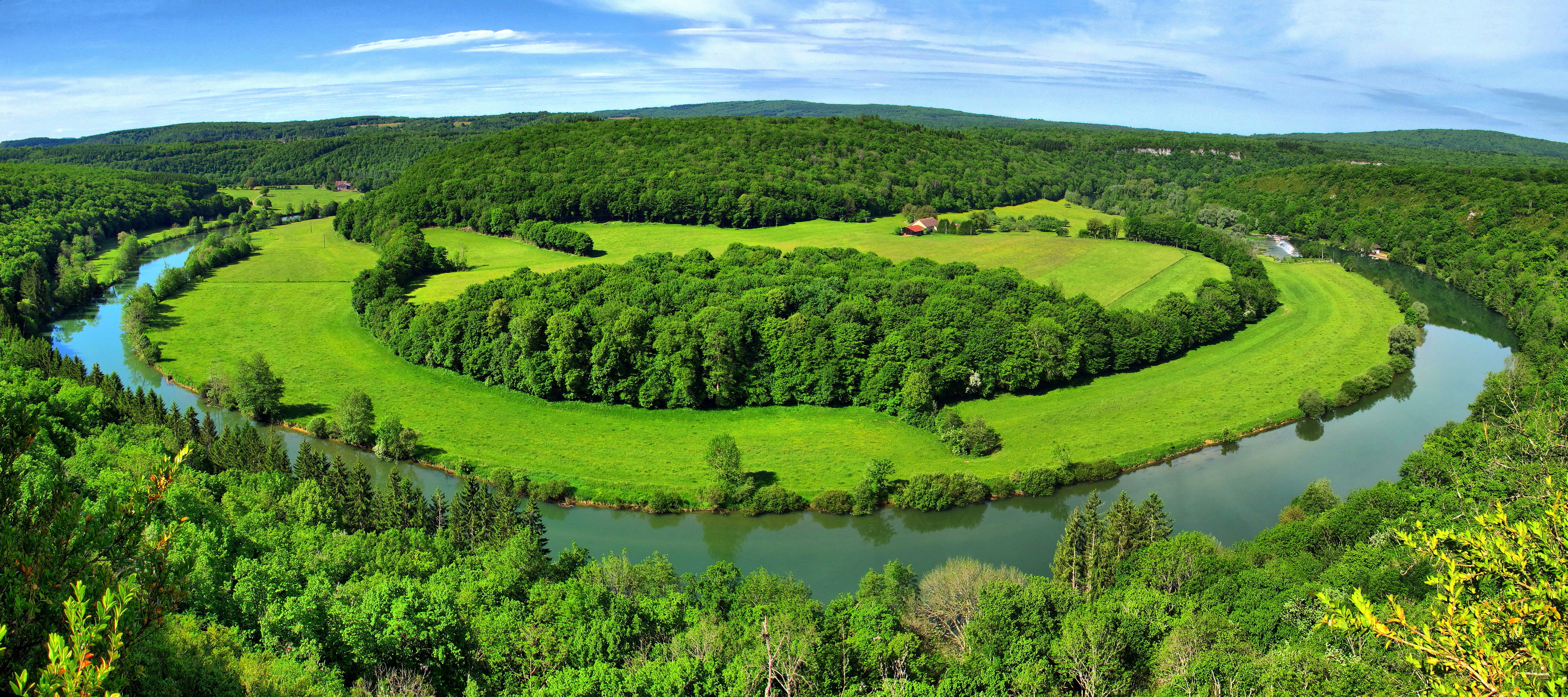
Méandre de la Loue à la Fougère depuis le belvédère de la Combe au Gardier.
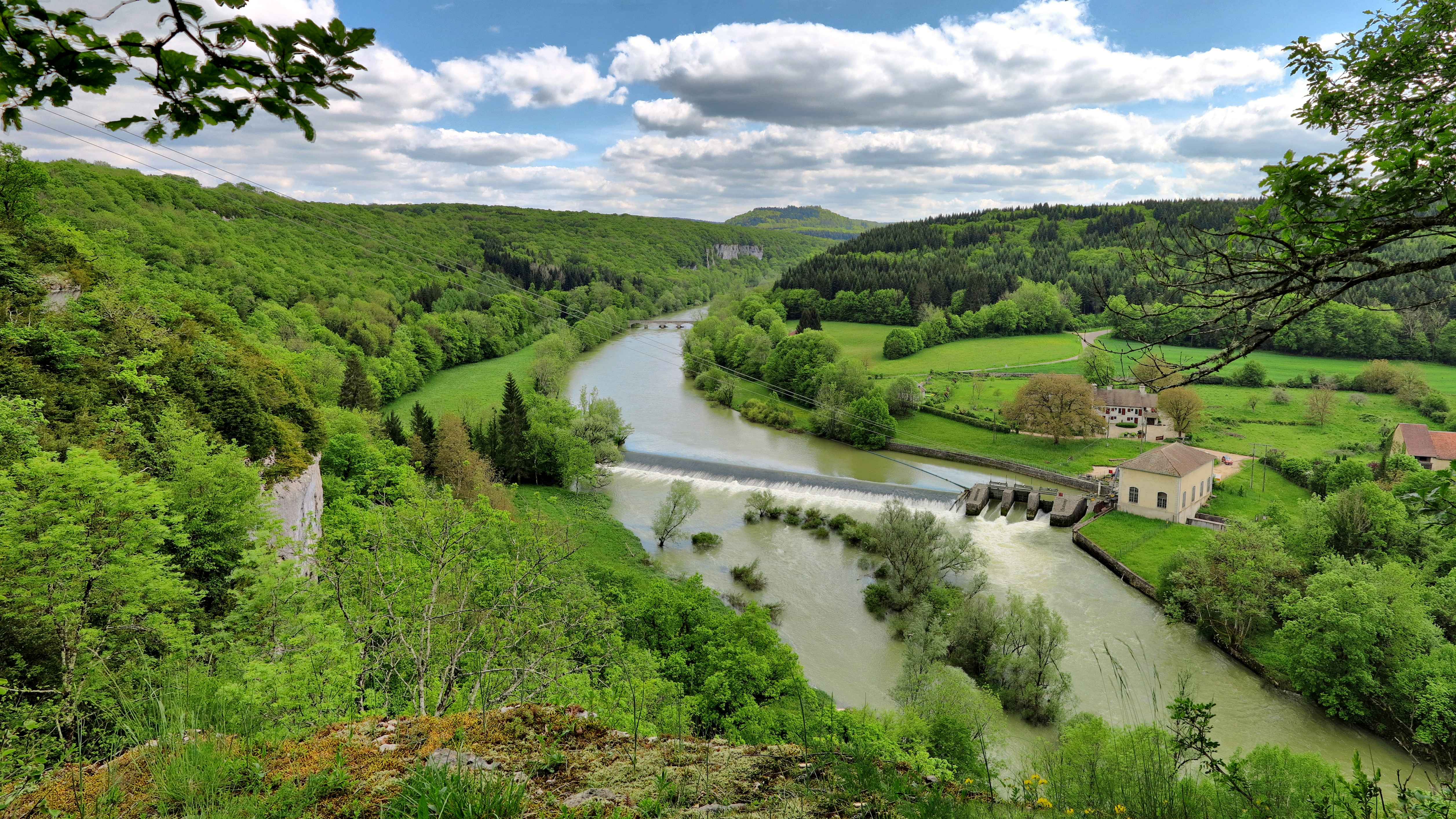
Le pont sur la Loue et le barrage des forges de Châtillon depuis le belvédère des falaises de Rurey.

## Personnalités liées à la commune
- Jean-Pierre Mabile, évêque de Versailles de 1858 à 1877, né à Rurey.